# 16177 Pelzer
16177 Pelzer è un asteroide della fascia principale. Scoperto nel 2000, presenta un'orbita caratterizzata da un semiasse maggiore pari a 2,3708563 UA e da un'eccentricità di 0,1528483, inclinata di 1,96943° rispetto all'eclittica.